# Петер Цадек
Петер Цадек (нім. Peter Zadek; 19 травня 1926, Берлін — 30 липня 2009, Гамбург) — один з найбільших режисерів післявоєнної Німеччини.
Цадек народився в Берліні в 1926 році в єврейській родині, в 1933-му переїхав разом з батьками до Англії. Він вчився при театрі «Олд Вік», де згодом поставив низку вистав, зокрема «Соломію» Оскара Вайльда, «Суїні-агоніста» Т. С. Еліота і «Балкон» Жана Жене. У 1958-му Цадек повернувся до Німеччини і працював в театрах Бремена, Бохума, Гамбурга, Берліна (у 1992—1994 роках він був со-директором «Берлінер ансамблю»). Крім того, він ставив спектаклі у віденському Бурґтеатрі, пробував сили в опері.
У числі знаменитих постановок Цадека були спектаклі за п'єсами Чехова в Бургтеатрі, «Гамлет» для Віденського фестивалю 1999 року з актрисою Ангелою Вінклер в головній ролі, «Пер Гюнт» Ібсена в «Берлінер ансамблі» і багато інших.
Петер Цадек був лауреатом численних театральних нагород, хоча в 2007 році відмовився від престижної премії «Європа — театру».
Помер в Гамбурзі в ніч на 30 липня 2009 після важкої хвороби.

## Відзнаки
- Kortner Award, 1988
- Piscator Award, 1989
- Kainz Award, 1989
- Berlin Art Award, 1992
- Commandeur des Arts et des Lettres, 1992
- Багаторазовий «Режисер року» від Theater heute magazine
- Nestroy Award за найкращу театральну режисуру (Rosmersholm, 2000) і найкращу німецькомовну виставу (Rosmersholm, 2000), 2001
- German Federal Cross of Merit, 2002